# LOWA ET50形電車
ET50形は、東ドイツ（現：ドイツ）のヴェルダウ車両工場人民公社（VEB Waggonbau Werdau）で1950年から1953年まで製造された路面電車用車両。機関車・客貨車製造人民公社連合体（VVB LOWA）の生産計画に基づき導入された車両で、翌1954年から1956年までゴータ車両製造人民公社（VEB Waggonbau Gotha）で製造されたET54形と纏めてLOWA形（Lowa-Wagen）と呼ぶ場合もある。

## 概要

### 導入までの経緯
第二次世界大戦終結後、ソビエト連邦が占領したドイツの地域では、資材の割り当てを受けた各地の工場で戦争の被害を受けた車両の部品を用いた戦災復旧車（Aufbauwagen、Afb）の製造が実施された。だが、各工場の生産性低下もあって生産数は限られており、導入は戦争で壊滅的な被害を受けた都市にのみに限られた。これら以外の都市へ向けた標準型路面電車の導入計画の始動は1948年の東ドイツ成立後となり、国営企業体の機関車・客貨車製造人民公社連合体（Vereinigung Volkseigener Betrieb des Lokomotiv und Waggonbau、VVB LOWA）の一員であり、当時最も生産力が高かったヴェルダウ車両工場人民公社（VEB Waggonbau Werdau）で製造が行われる事となった。そして1950年から導入が始まったのが、電動車のET50形と付随車のEB50形である。

### 構造
主要構造は第二次世界大戦前から検討されていた路面電車車両の設計を基にしており、電動車に2基搭載された出力60 kWの電動機から多段カムシャフトを介して動力が伝達される構造となっていた。標準軌（1,435 mm）向けの車両はディスクブレーキが備わっていた一方、狭軌は運転台での操作により直接制動がかかる手ブレーキが使用された。台車は電動車・付随車共に二軸台車を用いた。
車体はライプツィヒ市電に導入された車両を除き両運転台車両で、外側に膨らんだ形状を持つ車体は側面の一部や天井部に木材を用いた半鋼製を採用した。だがそれにより製造から数年で車体中央下部の歪みが多数生じる事態となった。車内には22人分の座席が設置され、電動車の運転台はガラス張りの壁により客室と分けられていた。製造当初の乗降扉は手動式であった。
1953年をもってヴェルダウ車両工場が自動車製造工場へ移行したため、1954年以降はゴータ車両製造人民公社（VEB Waggonbau Gotha）によって生産が続行された。その際に車体の歪み防止のため車体側面が全て鋼製に変更され、形式名もET54形（電動車）、EB54形（付随車）に改められている。

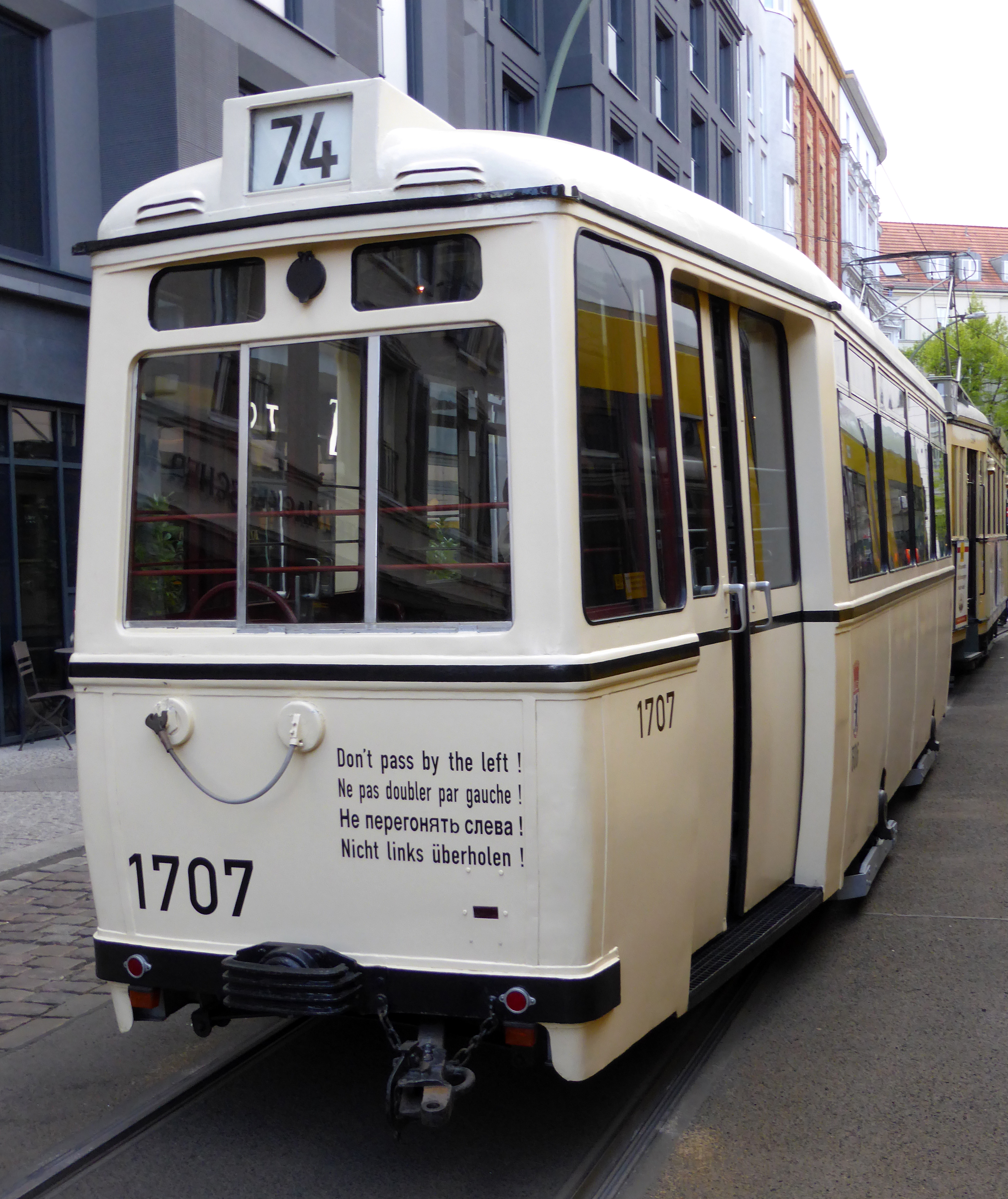
外側に膨らんだ車体を有する（EB50形）
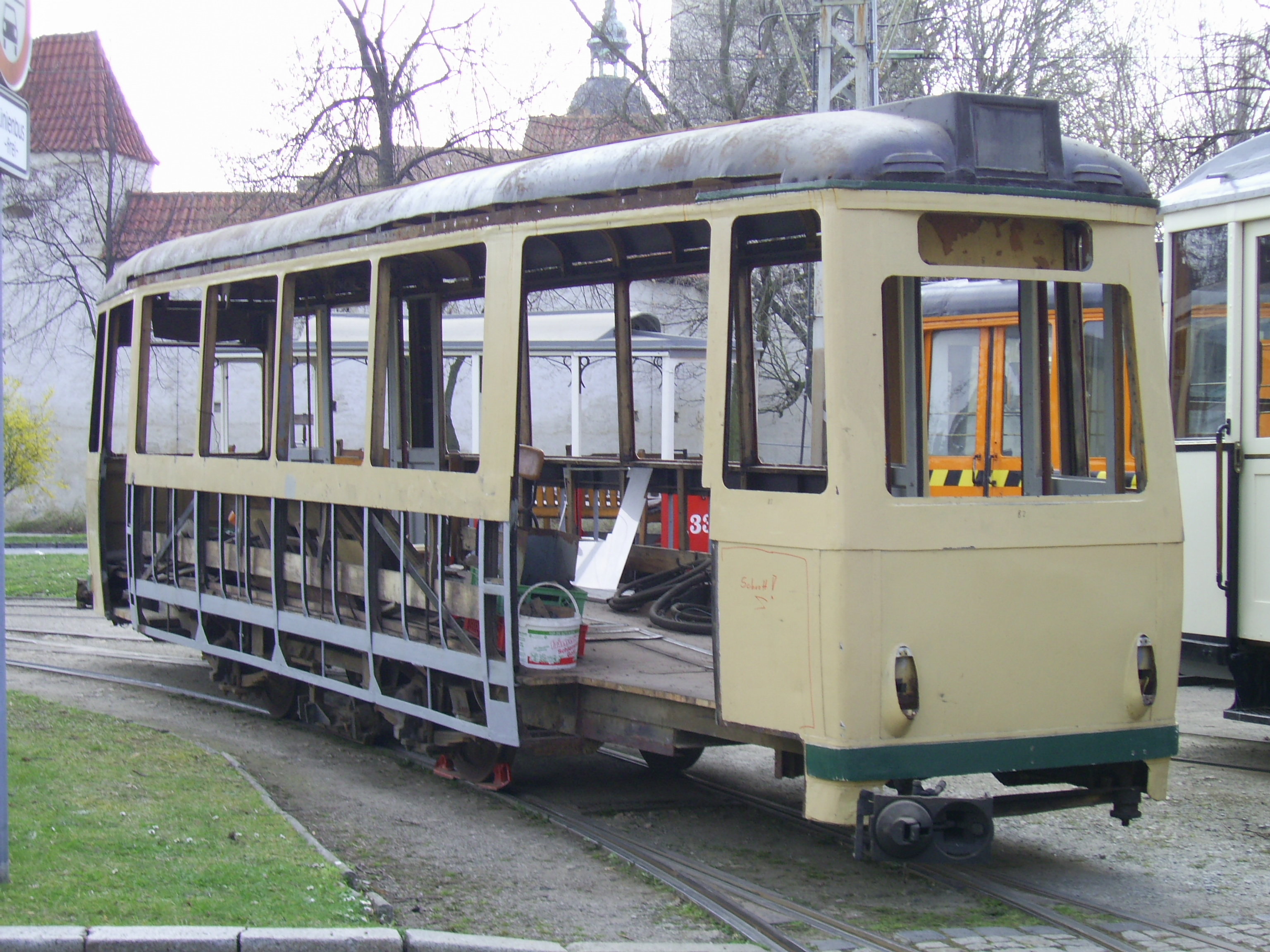
修繕中のEB50形
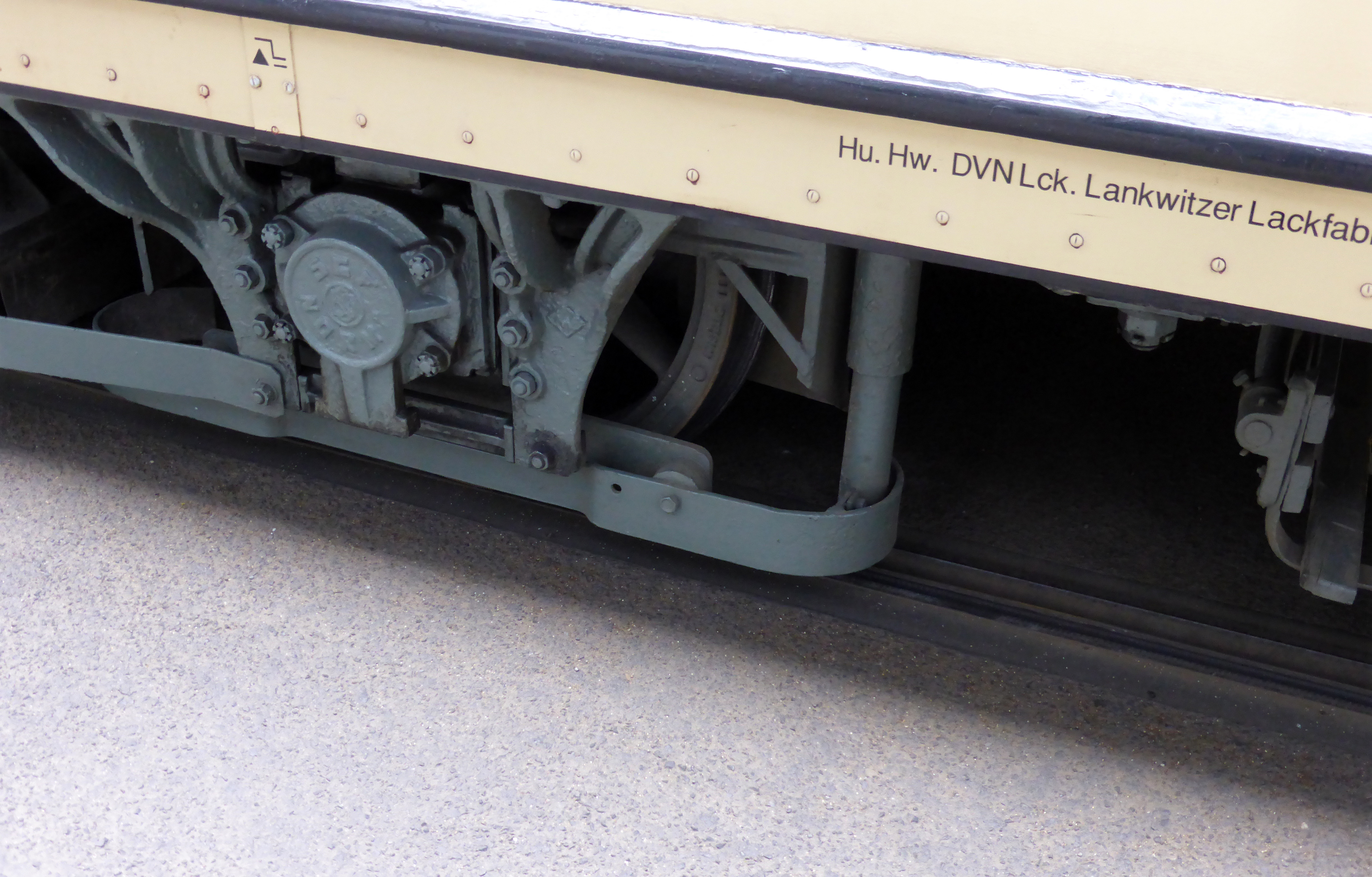
台車

### 形式
導入した都市によって、ET50形やET54形には以下のような独自の形式名が付けられる場合があった。
- ライプツィヒ市電 - 30形（ET50形）、30a形（ET54形）、62形（EB50形、EB54形）[9]
- ベルリン市電 - B50形（ET50形）、B51形（ET54形）[10]
- ワルシャワ市電 - P18形（EB50形）[11]

## 運用
1950年ベルリン市電、ハレ市電、ポツダム市電に導入された車両を皮切りに製造が始まり、翌1951年からは東ドイツの各都市に加え、ポーランド・ワルシャワ市電への輸出も開始された。1954年からは前述の通り製造がゴータ車両製造に移行し、同年以降はソビエト連邦各地の路面電車への輸出も実施された。最終的に1956年までにET50/EB50形およびET54/EB54形合わせて691両の製造が行われ、以降の増備は設計を変更したゴータカーと呼ばれる車両群へ移行した。
その後は各地の都市で乗降扉の自動化や非常ブレーキ（電磁吸着ブレーキ）の搭載などの近代化工事が施工され、ポツダム市電やドレスデン市電など車庫に併設された自社工場で改造が実施された車両も存在した。また一部都市では電動車の付随車化も行われた。
1960年代以降はゴータカーに加えチェコスロバキア（現：チェコ）のČKDタトラが製造したタトラカーの導入が進んだ事で廃車が進んだが、大都市から中小都市への移籍も並行して実施され、1990年のドイツ再統一時点でもブランデンブルク市電、ロストック市電、ゲーラ市電など各都市での使用が行われていた。その後1993年までにこれらの車両は引退したが、2004年にナウムブルク市電に譲渡された元ハレ市電の車両（ET54形）が動態復元され、2019年現在も継続して定期運転に使用されている。

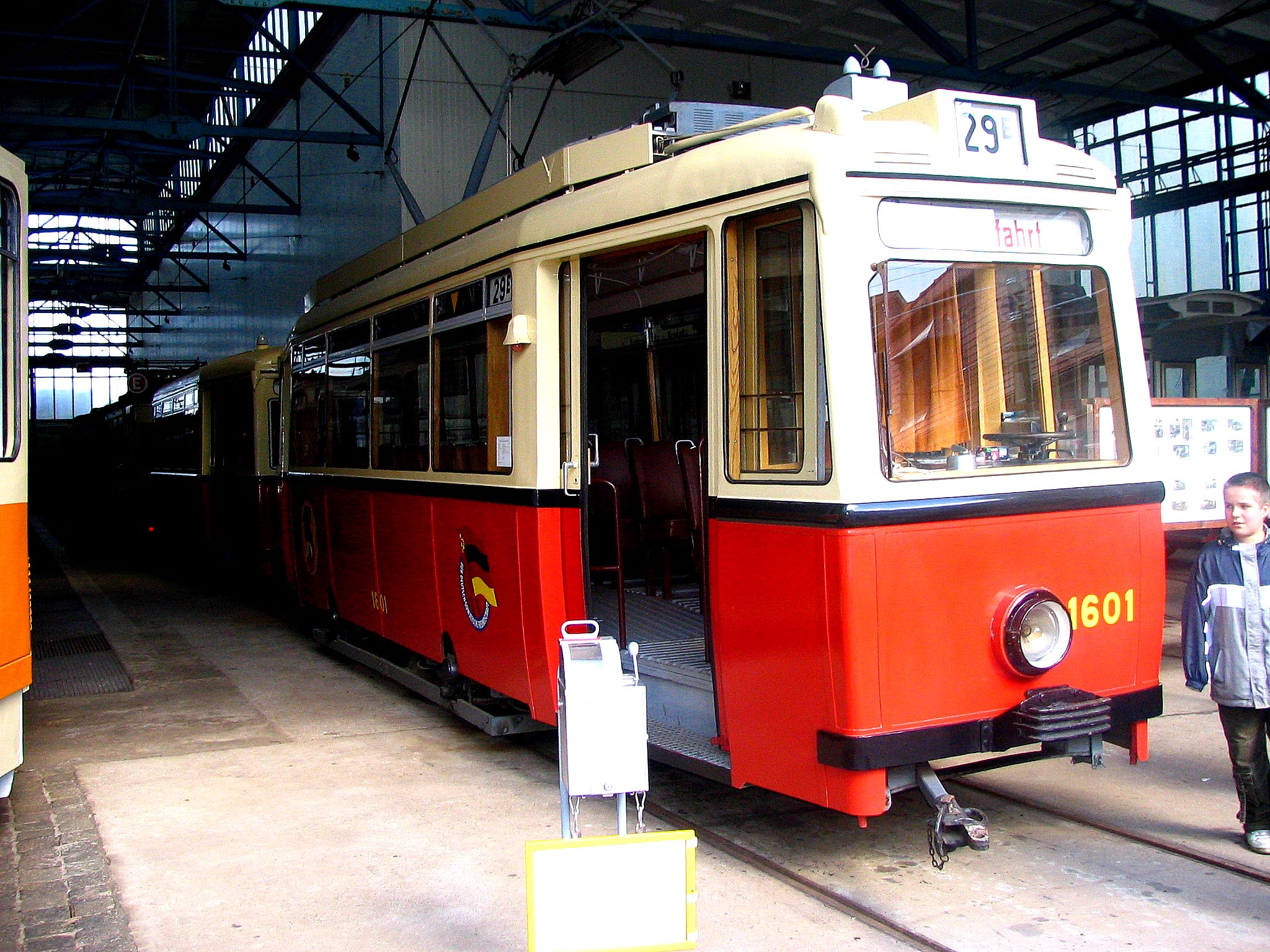
ET50形（ライプツィヒ市電）
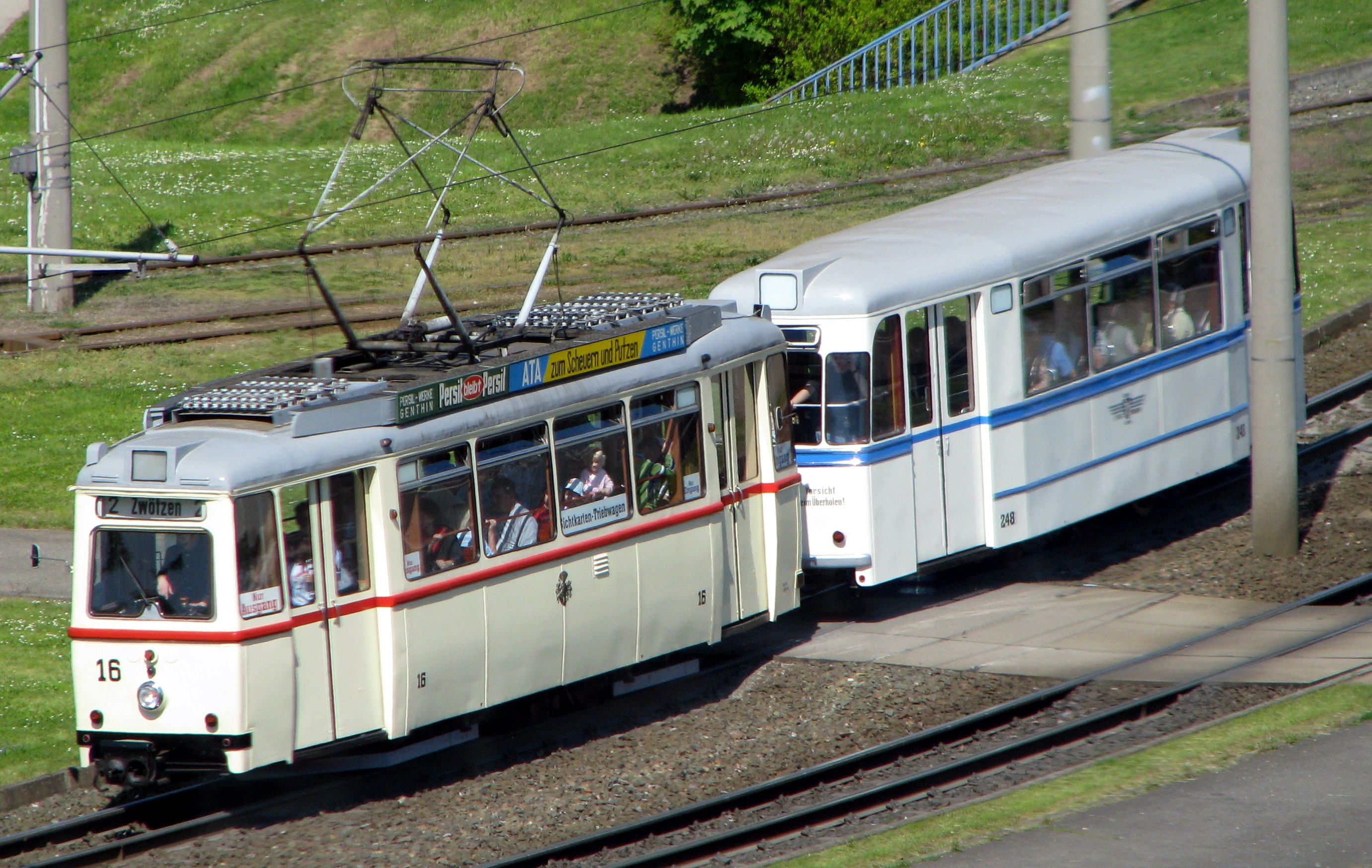
ET50形（ゲーラ市電） ゴータ車両製造製の付随車と連結
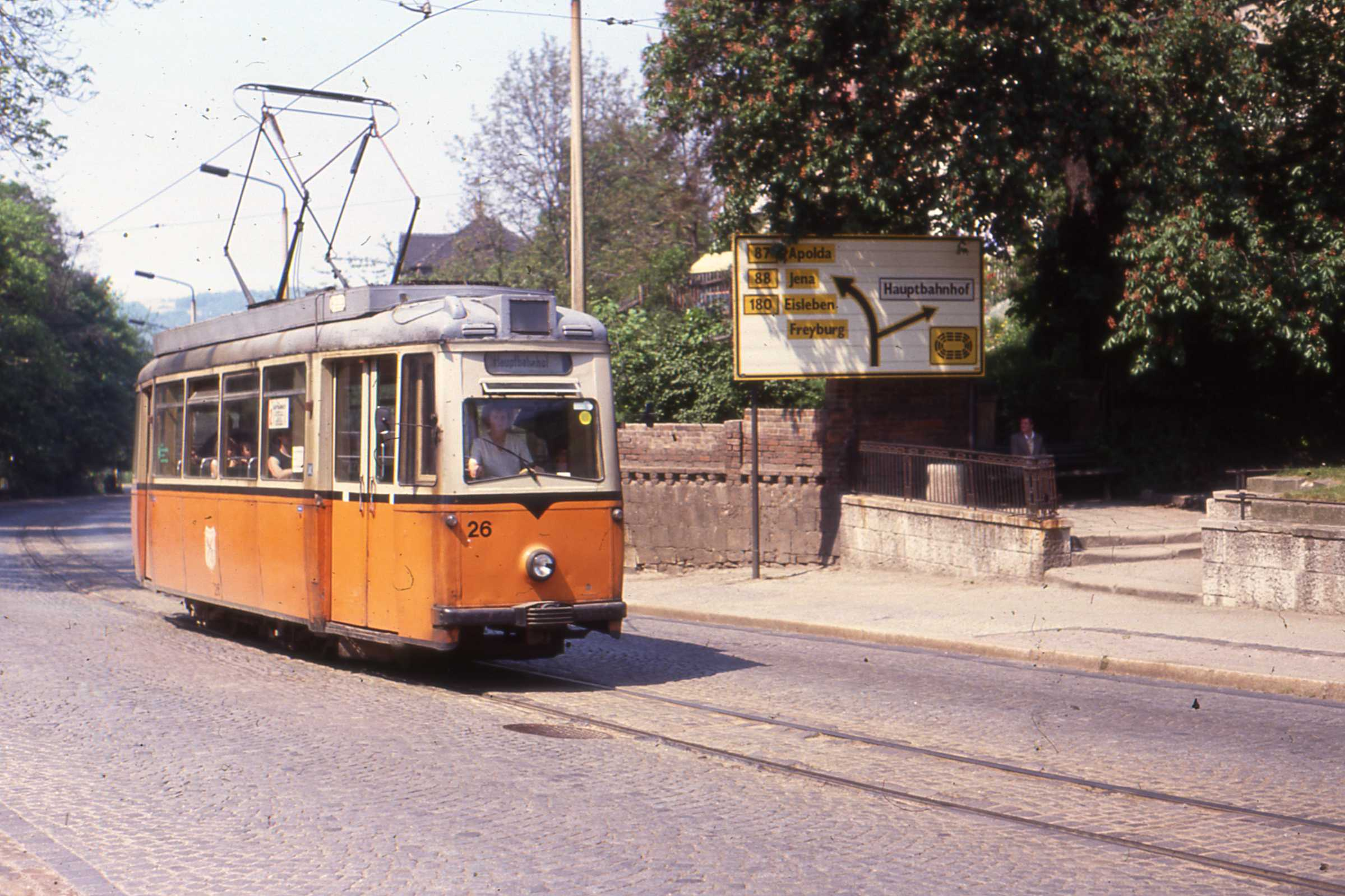
ET54形（ナウムブルク市電）
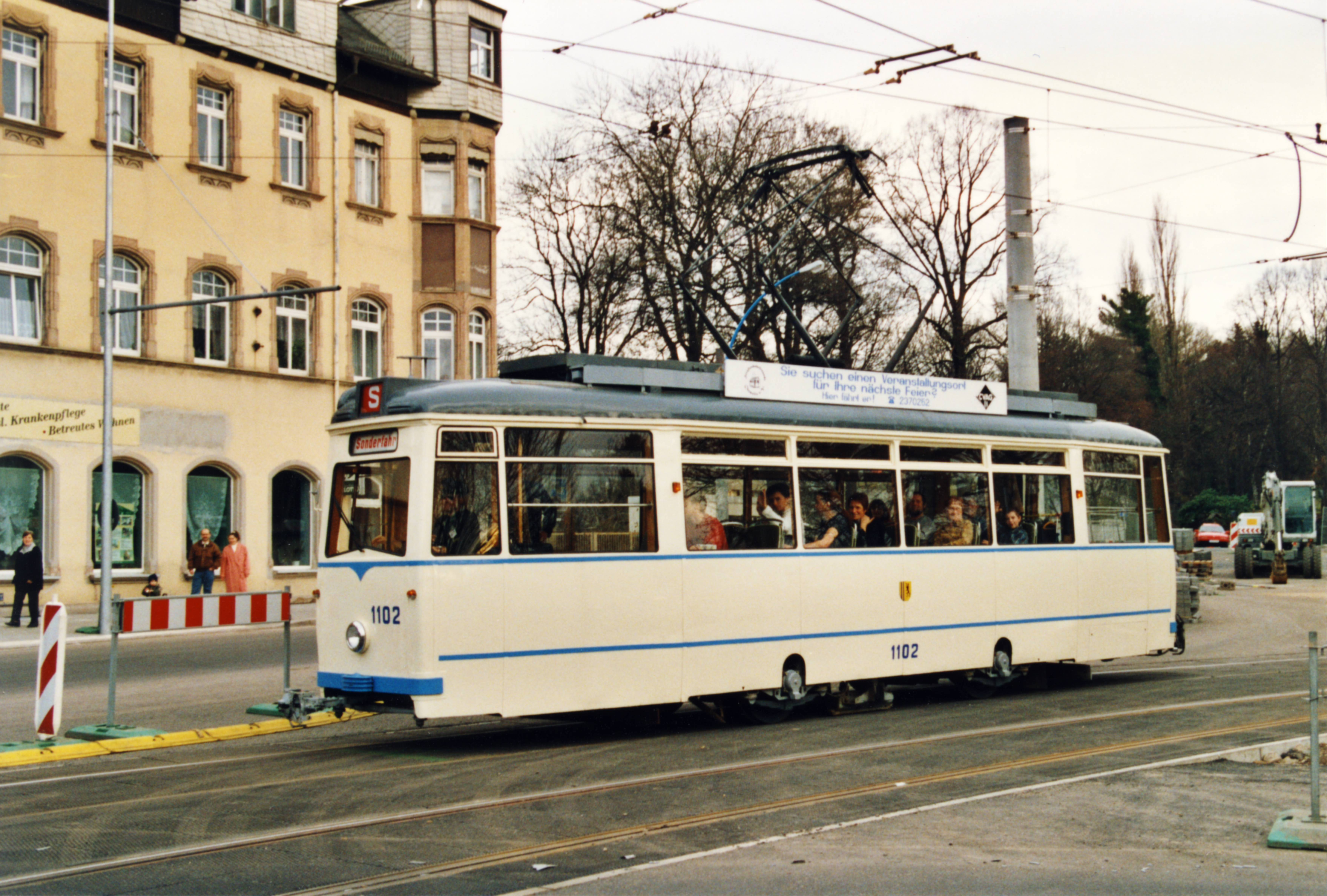
ET54形（ケムニッツ市電）
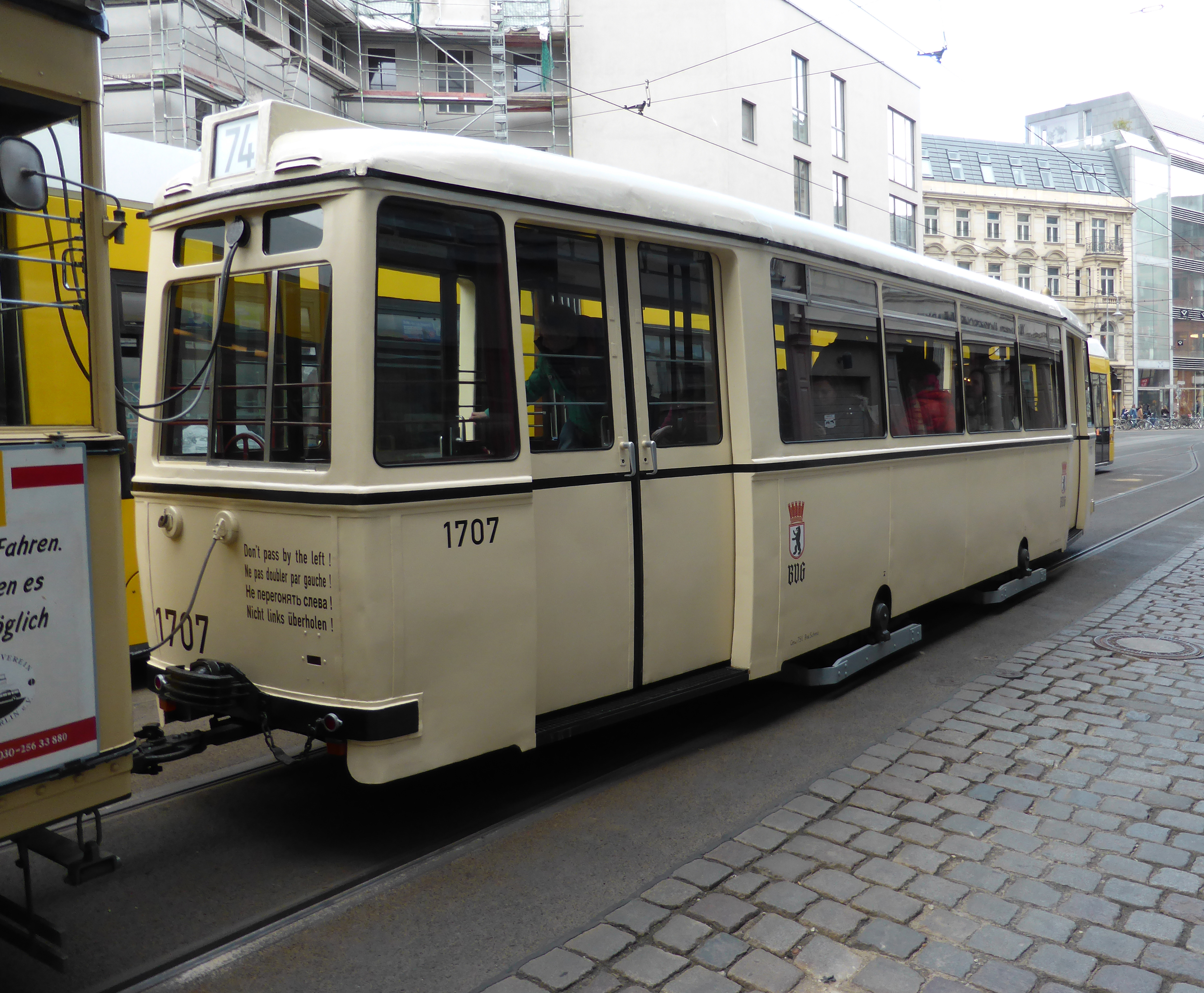
EB50形（ベルリン市電）
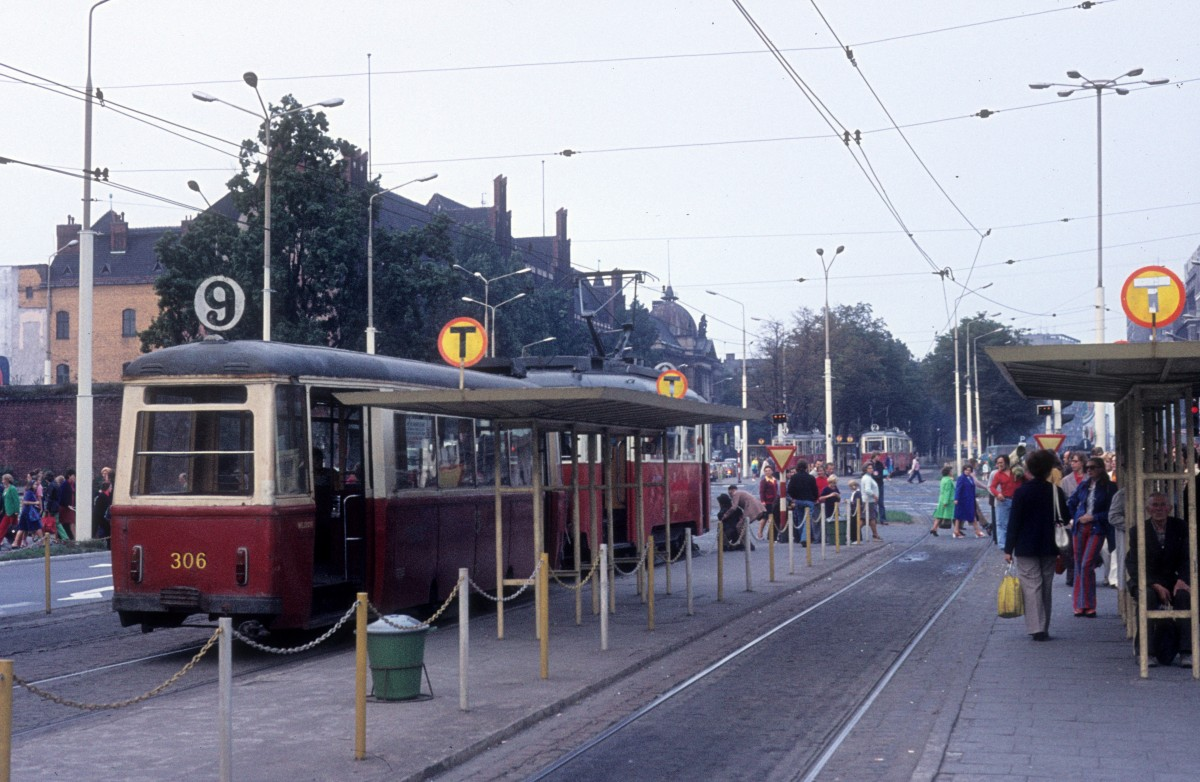
EB50形（シュチェチン市電） ポーランド製の二軸車と連結
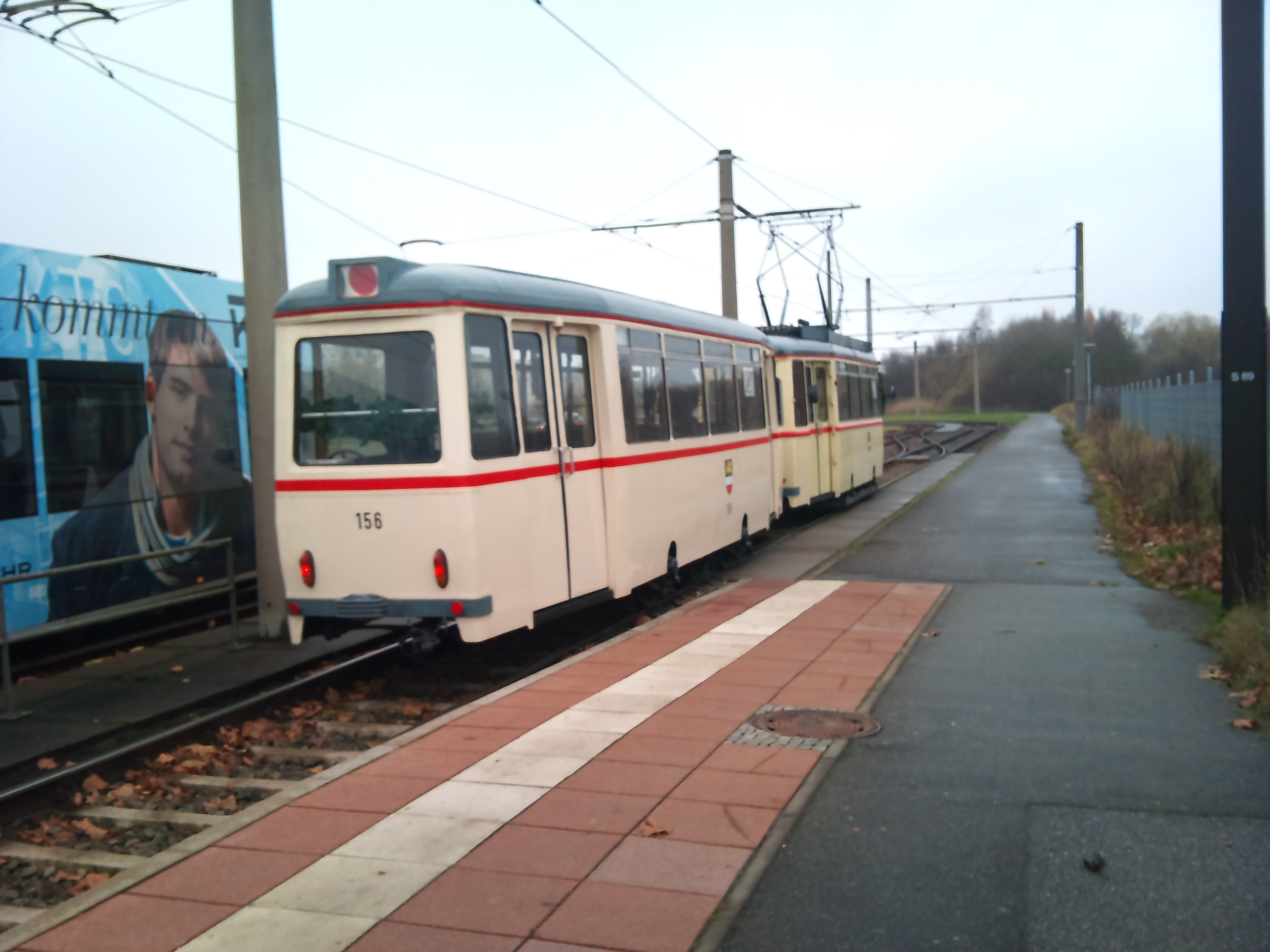
EB54形（ロストック市電）

## 発展形式

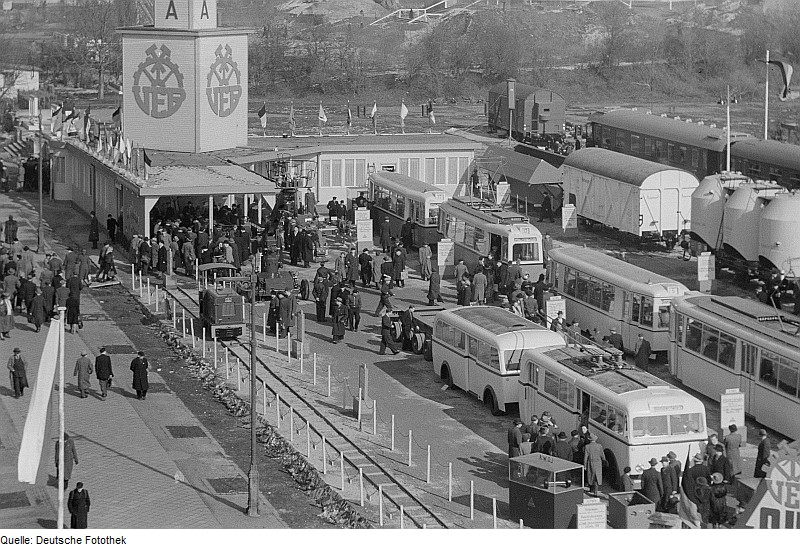
1951年にライプツィヒで開催された展示会
三軸車やボギー車（右端）も出展された

二軸車のET50/EB50形を基に、ヴェルダウ車両工場人民公社では三軸車やボギー車も製造されたが、双方とも試作のみに終わり、不具合や設計上の欠陥により使用も短期間に限られた。
- BEL50形 - 1951年に製造された三軸車。ベルリン市電に導入されたが、自重が重かった結果脱線事故が相次いだ。1961年にポツダム市電へ移籍したものの、1964年の休車まで僅かな使用に留まり、1966年に廃車された[4][12]。
- TDE52・TDB52形（ドイツ語版） - 1951年に製造され、翌1952年からベルリン市電が導入したボギー車。電動車のTDE52形と付随車のTDB52形が1両ずつ試作されたが、双方とも車体幅が2,500 mmと広く運用可能な路線が限られていた事や老朽化が早期に進行した事から短期間で運用から離脱し、1969年に廃車された。